# Las Regueras
Las Regueras ist eine Gemeinde (concejo in Asturien, entspricht municipio im übrigen Spanien) im Süden der autonomen Region Asturien in Spanien.
Die Gemeinde mit ihren 1.875 Einwohnern (Stand: 2024) hat eine Grundfläche von 65,85 km². Der Hauptort und Verwaltungssitz ist Oviedo, 13 km entfernt.

## Geschichte
Funde in den Orten Valduno und Soto zeugen von einer Besiedelung bereits in der Altsteinzeit. Die anhaltende, ja zunehmende Besiedelung wird durch weitere Funde aus der Jungsteinzeit in den Höhlen von La Paloma, La Ancenia und Las Mestas sowie mehreren Wallburgen noch heute aufgezeigt.
Aus der Zeit der römischen Besatzung sind noch heute die Straße von Astorga nach Lugo de Llanera sowie kleinere Befestigungsanlagen zu besichtigen und zu begehen.
Aus der Regierungszeit der Asturischen Könige stammen die ersten christlichen Sakralbauten wie die Klöster Santa María de Valsera, San Martín de Escamplero, San Juan de Trasmonte und San Pedro de Nora, die zum Bistum Oviedo gehörten.
Anhaltende Streitigkeiten der Bischöfe von Oviedo und Lugo veranlassten König Alfonso VII. auf päpstliche Empfehlung ein Treffen einzuberufen, um diese Diskussion zu beenden. Hier wurde beschlossen, dass das Bistum Oviedo unter anderem die vollständige Zuständigkeit der Gebiete um die Flüsse Rio Nora und Rio Nalón erhält. 1421 erhält Las Regueras durch Bischof Diego als eine der letzten Städte das Stadtrecht.
Die Abhängigkeit endete im Jahr 1587, per Dekret von Philipp II., der die berühmte Einziehung kirchlichen Eigentums durch die Krone befahl, um Ausgaben zu zahlen, die die spanische Krone wegen der verschiedenen Kriege zu tragen hatte. Seither konstituierte sich Las Regueras als eigenständige Gemeinde mit dem Verwaltungssitz Viado.

## Geographie und Klima
Angenehm milde Sommer wechseln mit ebenfalls milden, selten strengen Wintern. In den Hochlagen können die Winter durchaus streng werden.

Große Waldbestände mit Erlen, Pappeln, Eichen und Kastanienbäumen sind typisch für die Gemeinde. Die beiden Flüsse Rio Nalón und Rio Nora prägen das weite Tal. Traditionell sind noch heute über 70 % der Beschäftigten in der Landwirtschaft, speziell in der Rinderzucht und Milchwirtschaft tätig. Der bekannte "Queso Afuega'l Pitu", ein Käse aus Rohmilch von der Kuh, ist das bekannteste Produkt dieses Erwerbszweiges.

## Wirtschaft
| TOTAL | 395 | 100   |
| Ackerbau, Viehzucht und Fischerei                                                                              | 118 | 47,59 |
| Industrie | 15  | 3,80  |
| Bauwirtschaft                                                                                                  | 30  | 7,59  |
| Dienstleistungsbetriebe                                                                                        | 162 | 41,01 |
| * Daten aus dem Statistischen Amt für Wirtschaftliche Entwicklung in Asturien, Stand 2009 (PDF; 108 kB), SADEI |     |       |

## Politik
Die 11 Sitze im Gemeinderat verteilen sich wie folgt:
| Historische Entwicklung der Sitzverteilung im Gemeinderat von Las Regueras |      |      |      |      |      |      |      |      |      |      |
| Partei                                                                     | 1979 | 1983 | 1987 | 1991 | 1995 | 1999 | 2003 | 2007 | 2011 | 2015 |
| PSOE                                                                       | 4    | 5    | 3    | 3    | 5    | 5    | 7    | 7    | 5    | 6    |
| IxR                                                                        |      |      |      |      |      |      |      |      | 3    | 2    |
| CD / AP / PP                                                               | 6    | 6    | 5    | 3    | 3    | 3    | 4    | 4    | 2    | 1    |
| FAC                                                                        |      |      |      |      |      |      |      |      | 1    |      |
| PCE / IU-BA                                                                |      |      | 1    | 2    | 1    | 1    |      |      |      |      |
| UCD / CDS                                                                  | 1    |      | 2    | 3    |      |      |      |      |      |      |
| CAS                                                                        |      |      |      |      | 2    |      |      |      |      |      |
| AIR                                                                        |      |      |      |      |      | 2    |      |      |      |      |
| Total                                                                      | 11   | 11   | 11   | 11   | 11   | 11   | 11   | 11   | 11   | 9    |

## Am Jakobsweg
Durch die Gemeinde führt der älteste Teil des Jakobswegs, der Camino Primitivo. Den Pilgern stehen zwei Refugios zur Verfügung:
- Albergue del Escamplero - El Escamplero, s/n - El Escamplero (Concejo de las Regueras)
- historische ALBERGUE DE PEREGRINOS in PREMOÑO

## Parroquias
Las Regueras ist in 6 Parroquias gegliedert:
- Biedes
- Santullano
- Soto
- Trasmonte
- Valduno
- Valsera

## Kultur und Sehenswürdigkeiten
- Kirche San Pedro de Nora[7], ursprünglich Alfonso III. zugeschrieben, neuere Untersuchungen jedoch datieren die Kirche in die Zeit von Alfonso II.
- Kirche "Iglesia de Santa Eulalia" in Valduno mit beeindruckenden Fialen und bemerkenswertem Glockengiebel.
- Palast "Palacio de Viado" in Santullano
- Kapelle und "Palacio" in Bolgues[8] aus dem 17. Jahrhundert